# Miami Dolphins 1969
La stagione 1969 dei Miami Dolphins è stata la quarta della franchigia nella American Football League.

## Calendario

### Stagione regolare
| Turno | Data       | Avversario           | Risultato | Record | Pubblico |
| ----- | ---------- | -------------------- | --------- | ------ | -------- |
| 1     | 14/9/1969  | @ Cincinnati Bengals | S 27–21   | 0–1–0  | 24.487   |
| 2     | 20/9/1969  | @ Oakland Raiders    | S 20–17   | 0–2–0  | 48.477   |
| 3     | 28/9/1969  | @ Houston Oilers     | S 20–10   | 0–3–0  | 40.387   |
| 4     | 4/10/1969  | Oakland Raiders      | P 20–20   | 0–3–1  | 32.668   |
| 5     | 11/10/1969 | San Diego Chargers   | S 21–14   | 0–4–1  | 33.073   |
| 6     | 19/10/1969 | @ Kansas City Chiefs | S 17–10   | 0–5–1  | 47.038   |
| 7     | 26/10/1969 | Buffalo Bills        | V 24–6    | 1–5–1  | 39.194   |
| 8     | 2/11/1969  | @ New York Jets      | S 34–31   | 1–6–1  | 60.793   |
| 9     | 9/11/1969  | @ Boston Patriots    | V 17–16   | 2–6–1  | 10.665   |
| 10    | 16/11/1969 | @ Buffalo Bills      | S 28–3    | 2–7–1  | 32.334   |
| 11    | 23/11/1969 | Houston Oilers       | S 32–7    | 2–8–1  | 27.114   |
| 12    | 30/11/1969 | Boston Patriots      | S 38–23   | 2–9–1  | 27.179   |
| 13    | 7/12/1969  | Denver Broncos       | V 27–24   | 3–9–1  | 24.972   |
| 14    | 14/12/1969 | New York Jets        | S 27–9    | 3–10–1 | 42.148   |

## Classifiche
| AFL Eastern Division | AFL Eastern Division | AFL Eastern Division | AFL Eastern Division | AFL Eastern Division | AFL Eastern Division | AFL Eastern Division | AFL Eastern Division | AFL Eastern Division | AFL Eastern Division |
|                      | V                    | S                    | P                    | %                    | DIV                  | PF                   | PS                   | Str.                 |                      |
| -------------------- | -------------------- | -------------------- | -------------------- | -------------------- | -------------------- | -------------------- | -------------------- | -------------------- | -------------------- |
| New York Jets        | 10                   | 4                    | 0                    | .714                 | 8–0                  | 353                  | 269                  | V2                   |                      |
| Houston Oilers       | 6                    | 6                    | 2                    | .500                 | 5–3                  | 278                  | 279                  | V1                   |                      |
| Boston Patriots      | 4                    | 10                   | 0                    | .286                 | 3–5                  | 266                  | 316                  | S2                   |                      |
| Buffalo Bills        | 4                    | 10                   | 0                    | .286                 | 2–6                  | 230                  | 359                  | S2                   |                      |
| Miami Dolphins       | 3                    | 10                   | 1                    | .231                 | 2–6                  | 233                  | 332                  | S1                   |                      |

Nota: Le partite pareggiate non vennero conteggiate a fini delle classifiche fino al 1972.